# Henry de Saint-Didier
Henry de Saint-Didier (auch: Sainct Didier; * im 16. Jahrhundert in der Provence; † im 16. Jahrhundert) war ein französischer Fechtmeister und Autor. Er veröffentlichte das erste französische Lehrbuch des Fechtens.

## Leben und Werk
Henry de Saint-Didier, ein provenzalischer Adliger, war der Fechtmeister des französischen Königs Karl IX. und des Herzogs von Guise. Er veröffentlichte 1573 das erste französische Lehrbuch der Fechtkunst, nach dem Urteil von Marie-Madeleine Fontaine ein Text von „klassischer Klarheit“ (une technicité et une clarté de langage toutes classiques). Dem Text vorangestellt sind zahlreiche Lobeshymnen durch Zeitgenossen, darunter Amadis Jamyn und François de Belleforest. Ein Nachdruck aus neuester Zeit liegt vor.

## Werke (Auswahl)
- Traicté contenant les secrets du premier livre sur l’espée seule, mère de toutes armes, qui sont espée, dague, cappe, targue, bouclier, rondelle, l’espée à deux mains et les deux espées. J. Dalier, Paris 1573. Paris 1907. Maxtor, Rungis 2012.